# Hippolyte-Joseph Cuvelier
Hippolyte-Joseph Cuvelier (Saint-Omer (Passo di Calais), 9 marzo 1803 – Saint-Omer (Passo di Calais), 2 gennaio 1876) è stato un pittore francese.

## Biografia
Hippolyte-Joseph Cuvelier era figlio di un professore di disegno alla scuola d'arte di Saint-Omer dal 1804 al 1825. Ricevette le prime lezioni di disegno da suo padre, che ne sviluppò le ottime capacità sino a buon punto, prima di morire nel 1825. Rimasto orfano, venne notato e apprezzato per il suo talento dai pittori Alexandre Colin e Richard Parkes Bonington che in quel periodo soggiornavano a Saint-Omer, di ritorno da un viaggio a Londra che avevano fatto in compagnia di Eugène Delacroix. Essi lo convinsero ad andare con loro a Parigi per proseguire gli studi, nonostante la giovane età. Cuvelier acconsentì e per un primo tempo andò ad abitare da Colin, di cui era divenuto amico. Si iscrisse quindi all'École des beaux-arts di Parigi ed entrò nell'atelier del pittore storico Louis Hersent, portando quasi a termine la sua preparazione. Ma nel 1827 si fece coinvolgere da un gruppo di giovani esagitati in un'azione vandalica che prese di mira i modelli accademici di gesso durante una visita al Salon..

Tornò così a Saint-Omer e nel gennaio dell'anno seguente sostituì suo fratello alla cattedra di disegno della Scuola di Saint-Omer, dove aveva insegnato suo padre. 
Il 10 gennaio del 1831 Cuvelier prese in moglie una nativa di Montreuil-sur-Mer, e qualche mese più tardi iniziò a tenere, in casa sua, un corso specifico di prospettiva e di disegno. Divenne quindi professore presso il collegio di Saint-Omer, che in seguito divenne un liceo, e da quell'anno non si allontanò più dalla sua città.
Cuvelier fu sempre un ammiratore entusiasta dell'architettura medioevale e pertanto si dedicò allo studio di numerose chiese antiche, in particolare della cattedrale di Notre-Dame di Saint-Omer, di cui ha lasciato diverse vedute.

Nel 1855, suo figlio Arthur-Charles sposò Clotilde Vidal-Navatel, figlia di Alexandre Colin. Da questa unione nacque Alexandre Cuvelier (1867-1913), anche lui pittore come il nonno.
Cuvelier morì nel 1876 nella sua città natale.

## Alcune opere
(presenti in collezioni pubbliche)
- Museo di belle arti di Calais[5]
  - Hippolyte Cuvelier jeune par lui-même
  - L'École des beaux-arts à Saint-Omer
  - Léda et le cygne
  - Les Halles de Saint-Omer
  - Portrait de Madame Hippolyte Cuvelier (1831)
- Saint-Omer, Museo dell'Hôtel Sandelin
  - Louis XIV dans la cathédrale de Saint-Omer (1839)
  - Intérieur d'une église (1836)
- Hôtel de ville de Saint-Omer : Intérieur de la cathédrale de Saint-Omer (1836)

## Galleria d'immagini

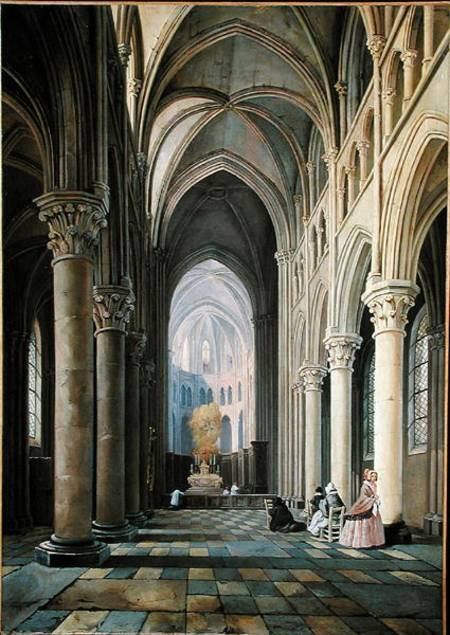
Interno di una chiesa
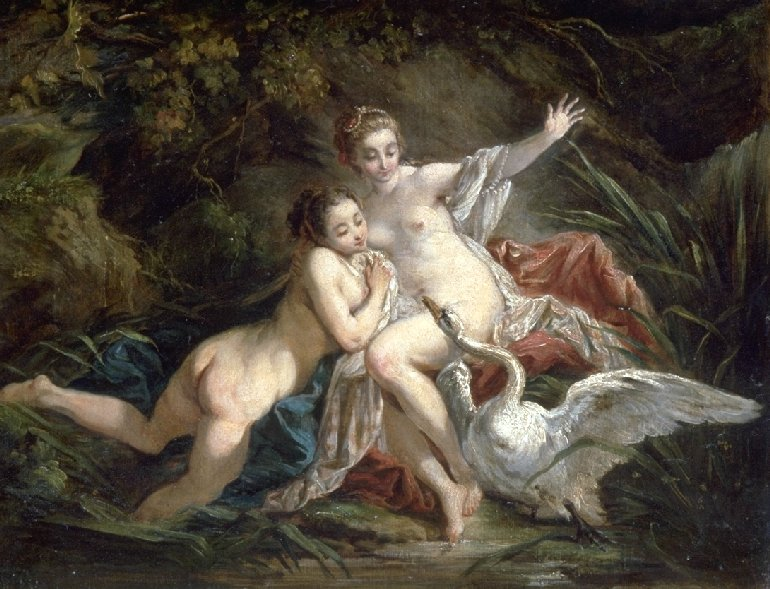
Leda e il cigno
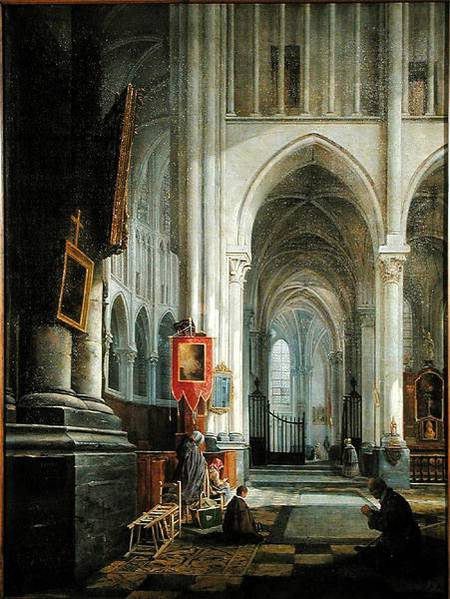
La cattedrale di Saint-Omer. Interno

## Allievi
- Léon Bailly
- François Chifflart